# Mariano Osorio
Mariano Osorio Pardo (Sevilla, España, 1777—La Habana, Capitanía General de Cuba, 1819) fue un militar español, poeta y gobernador de la Corona Española en la Gobernación de Chile. Es una de las figuras fundamentales de la Independencia de Chile y sobre todo del periodo de la Reconquista española, dado que fue el comandante de las fuerzas leales a España que triunfaron en la Batalla de Rancagua y Batalla de Cancha Rayada (1818). Fue el penúltimo Gobernador español entre 1814 y 1816.

## Carrera militar
Desde muy joven inició su carrera militar en el arma de artillería. Combatió de manera notable durante la invasión napoleónica a España en 1808. Posteriormente, en 1812, fue trasladado a Lima como comandante general de Artillería y profesor de matemáticas de la Escuela Militar. Estaba casado con Joaquina de la Pezuela, hija del futuro virrey del Perú, Joaquín de la Pezuela.

## Batalla de Rancagua
Cuando el virrey del Perú José Fernando de Abascal y Sousa desconoció el Tratado de Lircay, este puso a Osorio al mando de la fuerza expedicionaria que reconquistaría la Gobernación de Chile para devolverla al Imperio Español, compuesta por el batallón Talavera, recientemente llegado de la península con 374 plazas que antes de su partida a Chile fueron elevadas a 600 con reclutas locales, y 6 piezas de artillería con 70 servidores. La expedición zarpó del Callao el 19 de julio de 1814 y tras 14 días de navegación desembarcó en Talcahuano, desde donde avanzarían hacia el norte reconquistando los territorios de Chile para la Corona Española. El último enfrentamiento se produjo el 1.º y 2 de octubre de 1814, en la famosa Batalla de Rancagua, donde Osorio y sus huestes realistas derrotaron a las tropas patriotas del general Bernardo O'Higgins. De esta manera Osorio entró triunfante en Santiago de Chile.

## Gobernador de Chile
Luego de la batalla de Rancagua, Mariano Osorio asume la gobernación de Chile. El gobernador reinstaura el antiguo régimen y todas sus instituciones. De igual forma disuelve todo lo instaurado por los "patriotas" durante el periodo de la Patria Vieja. Osorio, a pesar de haber ordenado la deportación de una centena de notables patriotas al archipiélago de Juan Fernández, intentó llevar a cabo conscientemente un gobierno de reconciliación entre los bandos enfrentados (patriotas y realistas); por eso ordenó el tribunal encargado de enjuiciar a posibles antiguos patriotas, con vecinos benevolentes que perdonaron en reiteradas ocasiones. Destacó también por una de sus más distintivas características: un humor socarrón que contribuyó a disminuir la tensión del ambiente de la época, plagado de violencias. En este sentido, muy citada es una de su sentencias, redactada frente a una petición de un acomodado residente de Santiago, llamado Juan Luco y Aragón, que pedía que no le cobraran impuestos porque había sido liberado de ellos con anterioridad; Osorio respondió al pie de la petición: "Como Luco y Aragón, libre de Contribución. Como vecino y pudiente, pagará al día siguiente".
Pero al parecer, no controlaba por completo la situación de la gobernación. El Regimiento Talavera, a cargo del capitán Vicente San Bruno, reprimía con violencia a muchos patriotas, lo cual no hacía otra cosa que contribuir a oscurecer la fama del gobierno español y producir el traspaso a la causa nacionalista del grupo más moderado, que sería determinante en el futuro.
En 1816, el virrey del Perú publica en un connotado periódico de Lima, que es él el principal responsable de la reconquista de Chile. Esto provocó que Osorio se molestase y enviara una carta al mismo periódico desmintiendo los dichos de su superior y haciéndose él acreedor de la responsabilidad en los triunfos realistas. Evidentemente esto causó la ira del Virrey, el cual lo destituyó y nombró en su lugar a Casimiro Marcó del Pont.

## Maipú y sus últimos días
A principios de 1817 el director supremo de las Provincias Unidas Pueyrredón autorizó el envío del Ejército de los Andes a la Capitanía General de Chile con el fin de reinstaurar el gobierno independentista, prevenir una posible invasión por el oeste y finalmente invadir Lima por el Pacífico.
El ejército, de más de 5000 hombres, fue dirigido por el capitán general José de San Martín siendo acompañado por sus comandantes: el brigadier general Soler y los brigadieres O'Higgins y Las Heras. El Ejército de los Andes emprendió el Cruce de los Andes el 19 de enero de 1817 y luego de distintas batallas lograron independizar a Chile de la Corona española. Sin embargo, esto no fue aceptado inmediatamente por la Corona Española, la cual ordenó una nueva expedición a cargo del antiguo gobernador de la colonia, el general Osorio.
Osorio y sus tropas desembarcaron nuevamente en Talcahuano. Al igual que en 1814 avanzaron hacia el norte y sorprendieron a las fuerzas independentistas, conformadas por la unión del Ejército de los Andes y los cuerpos milicianos chilenos recién formados, en la Batalla de Cancha Rayada el 19 de marzo de 1818. El ejército de San Martín fue perseguido por las fuerzas de Osorio. No obstante, los rebeldes independentistas lograron organizarse en los llanos de Maipú, donde vencieron definitivamente a los leales a la Corona Española en la Batalla de Maipú. Mariano Osorio logró escapar con algunos colaboradores hacia Lima, donde es juzgado por las posibles responsabilidades que le pudieran caber en la derrota realista. Fue absuelto y decide no seguir en el Virreinato peruano. No acepta ir a España en la Corbeta de guerra Sebastiana, como se lo propone el Virrey y hace con su esposa y hermanos políticos un accidentado viaje a Panamá, sigue por tierra a Portobelo y de allí a Jamaica y La Habana. En esta última ciudad muere el 9 de julio de 1819 a causa del "bómito negro" (fiebre palúdica) adquirido por lo "malsano del camino en aquella mortífera costa.."
| Predecesor: Gabino Gaínza                                      | General en Jefe del Ejército español de Chile 13 de agosto de 1814-26 de diciembre de 1815 | Sucesor: Rafael Maroto           |
| Predecesor: José Ordóñez                                       | General en Jefe del Ejército español de Chile 18 de enero-8 de septiembre de 1818          | Sucesor: Juan Francisco Sánchez  |
| Predecesor: Ninguno Retomado de Mateo de Toro Zambrano en 1810 | Gobernador de Chile 3 de octubre de 1814-26 de diciembre de 1815                           | Sucesor: Casimiro Marcó del Pont |